# Elisabeth Lucrèce de Cieszyn
Elisabeth Lucrèce de Cieszyn (polonais; Elżbieta Lukrecja Cieszyńska); tchèque: Alžběta Lukrécie Těšínská); allemand: Elisabeth Lukretia von Teschen); 1er juin 1599 – 19 mai 1653), est  Duchesse régnante du duché de Cieszyn (Teschen en allemand et en tchèque: Těšín) de 1625 jusqu'à sa mort. Elle est la dernière souveraine de la lignée de Cieszyn de la dynastie Piast de Silésie.

## Origine
Elisabeth Lucrèce est l'unique fille survivante d'Adam Venceslas de Cieszyn et d'Elisabeth de Courlande († 19 novembre 1601) fille de Gotthard Kettler, duc de Courlande. Elle naît le 1er juin 1599, et orpheline de mère dès 1601, elle est élevée à l'origine dans la confession luthérienne avant de se convertir au catholicisme en 1611 comme le reste de sa famille.

## Mariage et régence
Le 13 juillet 1617, son père meurt. Il a comme successeur son seul fils survivant Frédéric-Guillaume. Le 23 avril 1618 Elisabeth Lucrèce est contrainte d'épouser un autre ex luthérien, Gundakar de Liechtenstein, veuf d'Agnès d'Ostfrise († 1616), père de famille qui a près de vingt ans de plus qu'elle.
Gundakar de Liechtentein, Prince d'Empire en 1620, dignité confirmée à titre héréditaire en 1623, est le frère cadet de Charles Ier de Liechtenstein, duc d'Opava (allemand Troppau) et de Krnov (allemand Jägerndorf), un des membres avec Charles d'Autriche-Styrie, Prince-évêque de Breslau, du conseil de régence qui dirige le Duché de Cieszyn pendant l'absence de Frédéric Guillaume; toutefois  l'arrangement est de courte durée et le pouvoir est ensuite détenu « de facto » par Elisabeth Lucrèce, même après le retour en 1624 de Frédéric Guillaume de Cieszyn pour assumer le gouvernement, car il accompagne peu après ce retour l'Empereur aux Pays-Bas. Pendant le voyage, Frédéric-Guillaume tombe subitement malade et meurt le 19 août 1625 à Cologne, célibataire et sans enfant légitime.
Dans un premier temps l'Empereur Ferdinand II du Saint-Empire tente d'annexer le duché de Cieszyn à ses domaines, du fait de ses droits de suzerain comme roi de Bohême; mais finalement, il accepte de reconnaître Elisabeth Lucrèce comme duchesse du fait d'un « Privilège »  accordé par le roi Vladislav II de Bohême au duc Casimir II de Cieszyn en 1498, qui validait la succession en ligne féminine à Cieszyn jusqu'à la 4e génération. Toutefois la chancellerie impériale ne manque pas de souligner qu'Elisabeth Lucrèce est  duchesse « bénéficiaire » en allemand  « Nutznisserin ».

## Règne
Pendant son règne, Cieszyn traverse les plus grandes difficultés de son histoire. Du fait des combats de la Guerre de Trente Ans la cité est régulièrement pillée par les armées étrangères : en 1626-1627 par les troupes d'Ernst von Mansfeld, en 1642-1643 et 1645-1647 par les armées suédoises, respectivement sous le commandement du colonel Rochowa puis du Général Hans Christoff de Kœnigsmark. Ces dévastations ruinent financièrement et détruisent en grande partie la cité. Une épidémie de peste et la famine sévissent également dans le duché et une partie de la population meure. Le rayonnement économique et le développement démographique de Cieszyn sont annihilés pour le siècle suivant.
La vie même d'Elisabeth Lucrèce est même sérieusement menacée en plusieurs occasions : en 1642, quand elle doit se réfugier à Jablunkov et en 1645, quand elle s'enfuit à Kęty, lorsque les armées suédoises assiègent sa capitale qui ne capitule seulement qu'en 1646. C'est seulement le Traité de Westphalie du 24 octobre 1648 qui rétablit la paix dans ses domaines dévastés.
Le mariage de la duchesse avec Gundakar de Liechtenstein est un échec, et bien que trois enfants en soient nés les époux se séparent officiellement en 1626 et le demeurent jusqu'à leur mort. Elisabeth Lucrèce meurt le 19 mai 1653, et elle est inhumée dans la crypte ducale de l'église des dominicains de Cieszyn.

## Succession
Après sa mort, le duché de Cieszyn déclaré fief vacant fait retour à la couronne de Bohême comme un domaine propre. Il est gouverné directement par les rois de Bohême, en fait par les Habsbourg, sous le nom de duché de Teschen, puis par des cadets de la famille de Habsbourg qui portent ensuite le titre de duc de Teschen jusqu'à la fin de l'empire d'Autriche et du duché de Cieszyn en 1918.

## Union et postérité
Elisabeth Lucrèce et Gundaka, prince de Liechtenstein (né vers 1580 † 5 août 1658) ont trois enfants:  
- Marie-Anne de Liechtenstein (née le 13 août 1621 – † 5 octobre 1655)
- Johann Ferdinand de Liechtenstein (né le 27 décembre 1622 – † 9 janvier 1666)
- Albert de Liechtenstein (né le 8 mars, 1625 – † 1627)

## Sources
- (en) Cet article est partiellement ou en totalité issu de l’article de Wikipédia en anglais intitulé « Elizabeth Lucretia, Duchess of Cieszyn » (voir la liste des auteurs), édition du 4 juillet 2014.
- (en) & (de) Peter Truhart, Regents of Nations, K. G Saur Münich, 1984-1988 (ISBN 359810491X), Art. « Teschen (Pol. Cieszyn) », p.  2.455.
- (de) Europaïsche Stammtafeln Vittorio Klostermann, Gmbh, Francfort-sur-le-Main, 2004  (ISBN 3465032926),  Die Herzoge von Auschwitz †1495/97, von Zator †1513 und von Tost †1464 sowie die Herzoge von Teschen 1315-1625 resp. 1653  des Stammes der Piasten  Volume III Tafel 16.
- Anthony Stokvis, Manuel d'histoire, de généalogie et de chronologie de tous les États du globe, depuis les temps les plus reculés jusqu'à nos jours, préf. H. F. Wijnman, éditions Brill Leyde 1889, réédition 1966, volume II, chapitre VI: « Généalogie de la Maison de Liechtenstein » et tableau généalogique n° 38  p.  416.